# Йохан VI фон дер Лайен
Йохан VI фон дер Лайен (на немски: Johann VI von der Leyen; * ок. 1510, Заффиг; † 10 февруари 1567, Кобленц) от род фон дер Лайен, е архиепископ и курфюрст на Трир (1556 – 1567).

## Живот
Той е син на Бартоломеус фон дер Лайен цу Зафиг († 1539), канцлер на Курфюрство Кьолн, и съпругата му Катарина фон Палант († 1554), дъщеря на Герхард I фон Палант-Гладбах и Хедвиг фон Ханкселер, наследничка на Тум.
Йохан VI следва в Льовен и едновременно е от 1528 г. домицелар и от 1532 г. домкапитулар в Трир, също е каноник във Вюрцбург и Мюнстер и събира достатъчно пари да следва в Париж, Фрайбург, Орлеан и Падуа. През 1535 г. той е капелан в Трир и става през 1548 г. архидякон в катедралата на Трир. Архиепископът на Трир Йохан V фон Изенбург († 18 февруари 1556) се разболява тежко и той е избран на 22 октомври 1555 г. от катедралния капител за коадютор. На 18 февруари 1556 г. той е избран за архиепископ на Трир и поема управлението на Курфюрство Трир. На 25 април 1556 г. поема трона в катедралата на Трир. Той не е помазан за епископ, понеже не е свещеник.
През 1562 г. основава в Трир „Йезуитската гимназия“ и продължава строежа на „Алте Бург“.
След смъртта му с ранг архидякон (подготвящ се за свещеник) той е погребан в църквата „Св. Флорин“ в Кобленц.
Той е чичо ма Лотар фон Метерних, архиепископ и курфюрст на Трир (1599 – 1623).